# Espaubourg
Espaubourg – miejscowość i gmina we Francji, w regionie Hauts-de-France, w departamencie Oise.
Według danych na rok 1990 gminę zamieszkiwało 308 osób, a gęstość zaludnienia wynosiła 51 osób/km² (wśród 2293 gmin Pikardii Espaubourg plasuje się na 692. miejscu pod względem liczby ludności, natomiast pod względem powierzchni na miejscu 780.).